# 奧特風車
52°22′34″N 4°52′15″E / 52.376179°N 4.870907°E

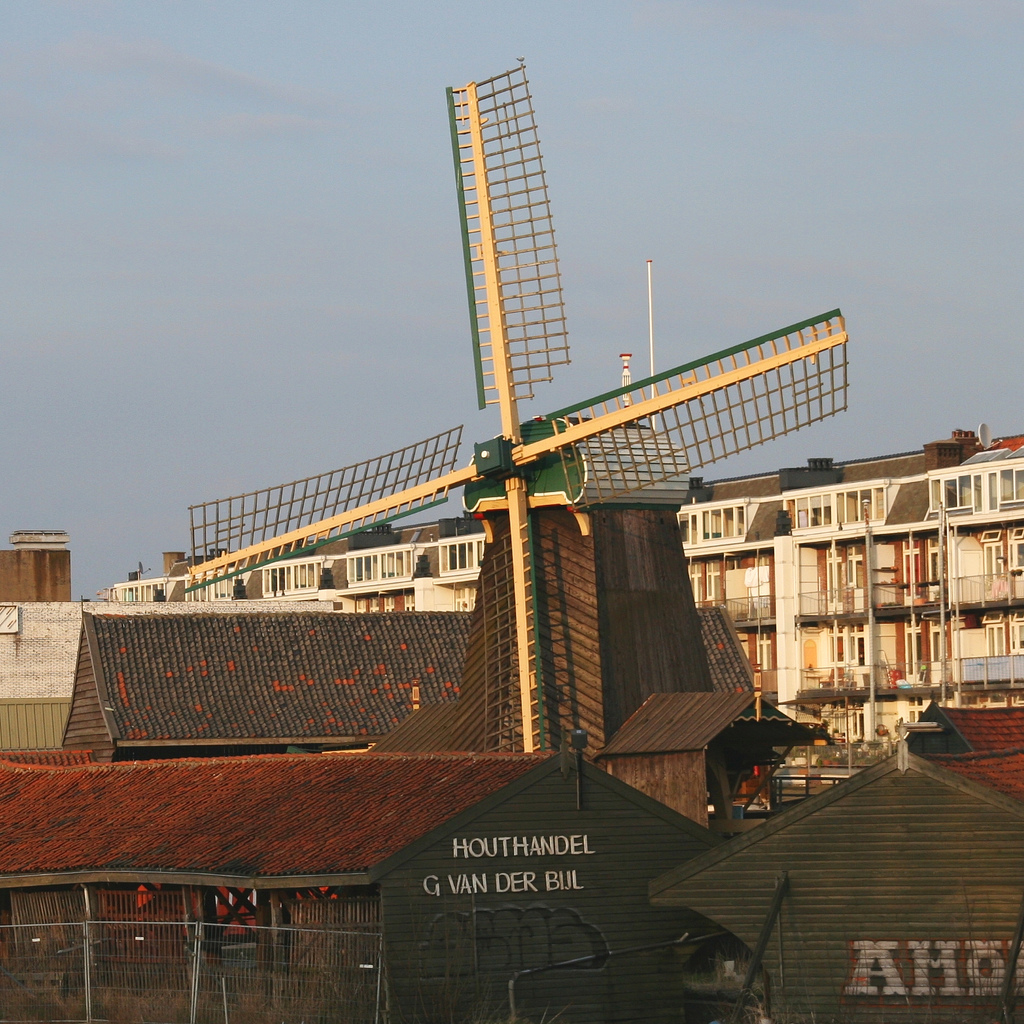
奧特風車

奧特風車（De Otter）是荷蘭首都阿姆斯特丹的一座風車。現在該風車仍在運行，主要用於風力鋸木。這座風車是荷蘭的歷史紀念建築。由於該風車位於住宅區，因此風車是否應該被遷移引起了激烈討論。現在奧特風車並不對一般遊客開放。

## 外部連結
- Website